# 粕谷音
粕谷 音(かすや のん、2004年3月12日 - )は、日本の女性ファッションモデル、タレントである。
2020年4月現在の所属事務所は株式会社Lovers。北海道在住。血液型はA型。

## 経歴
北海道のローカルアイドルグループ・ミルクス本物の元メンバーで、2018年11月に卒業。
女子高生ミスコン2019ファイナリストである。
AbemaTV「今日、好きになりました。」青い春編に出演。
AbemaTV「今日、好きになりました。」紫陽花編に出演。